# Poznań Motor Show

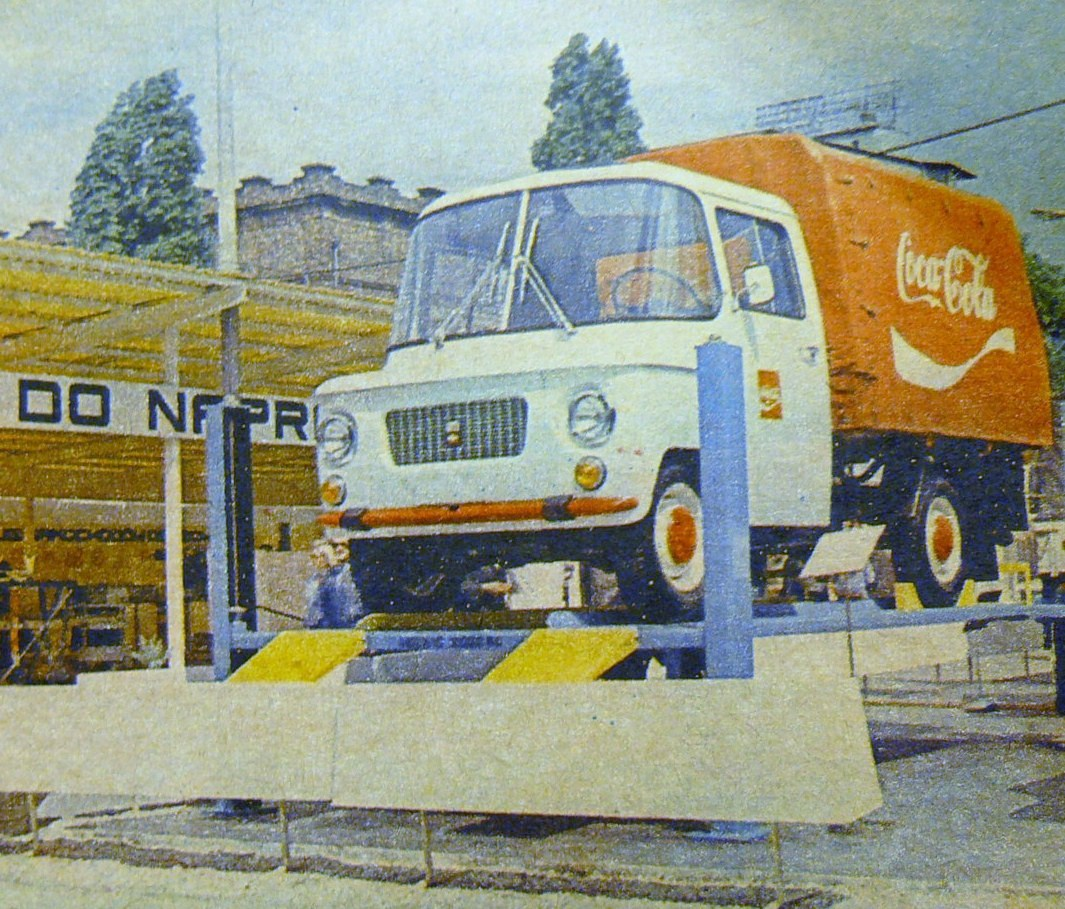
Prezentacja modelu ZSD Nysa do przewozu Coca-Coli w czerwcu 1973 roku

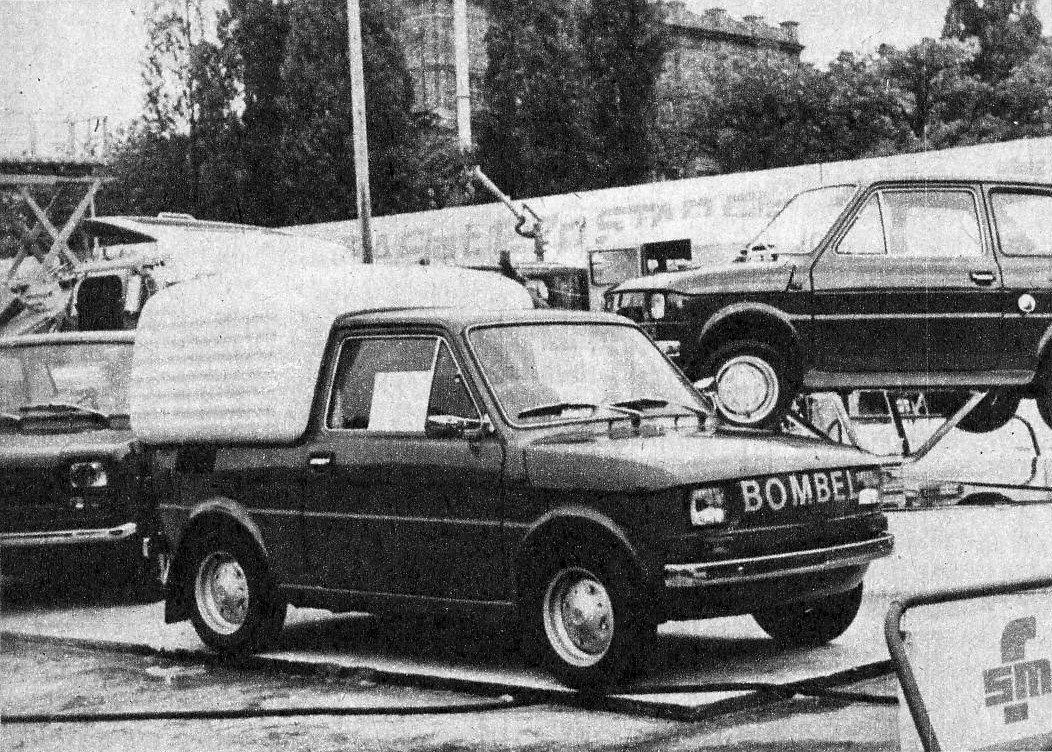
Prezentacja modelu Bombel zbudowanego na bazie Fiata 126p w 1983 roku

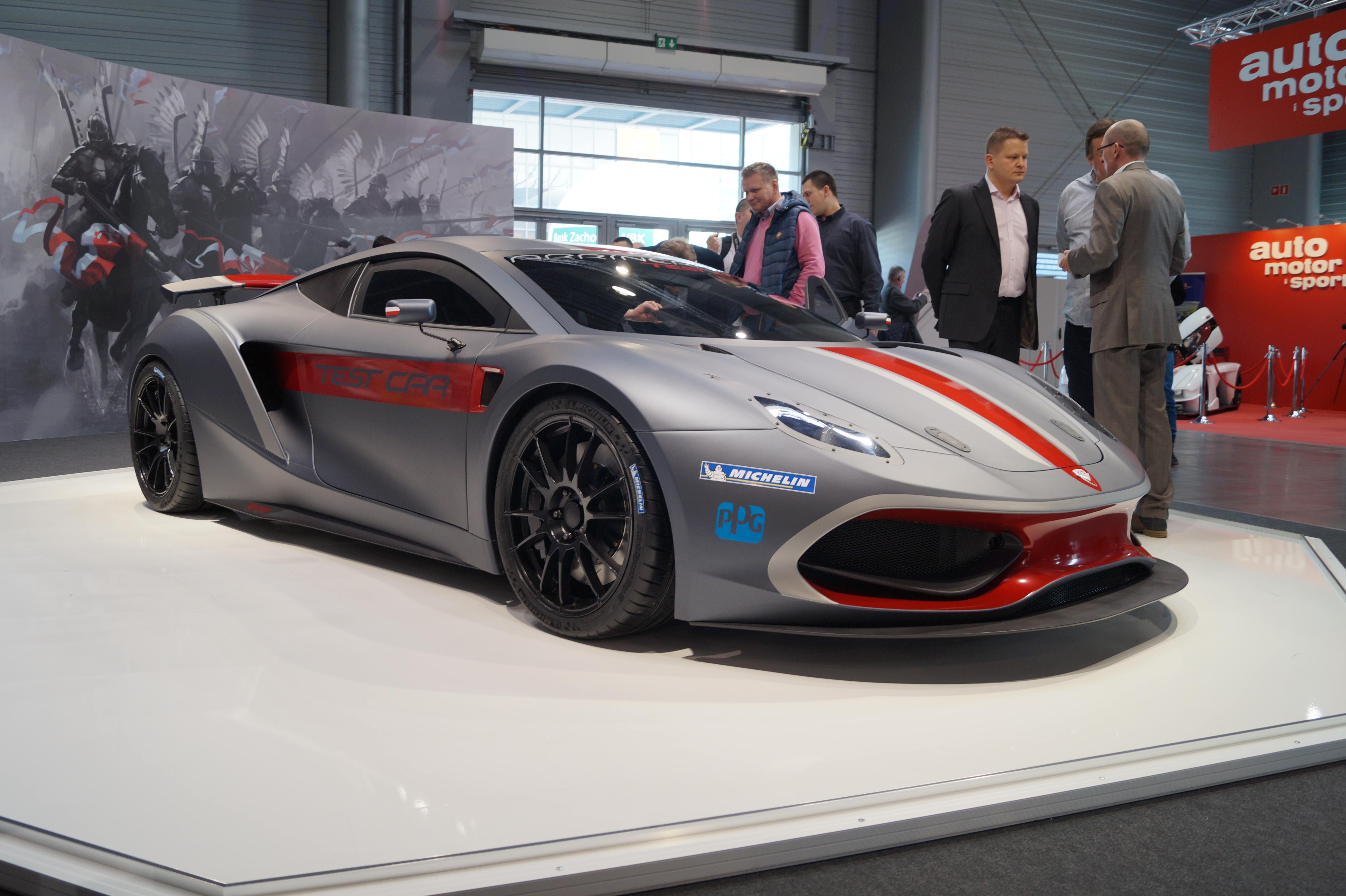
Prezentacja polskiego pojazdu sportowego Arrinera Hussarya w kwietniu 2015 roku

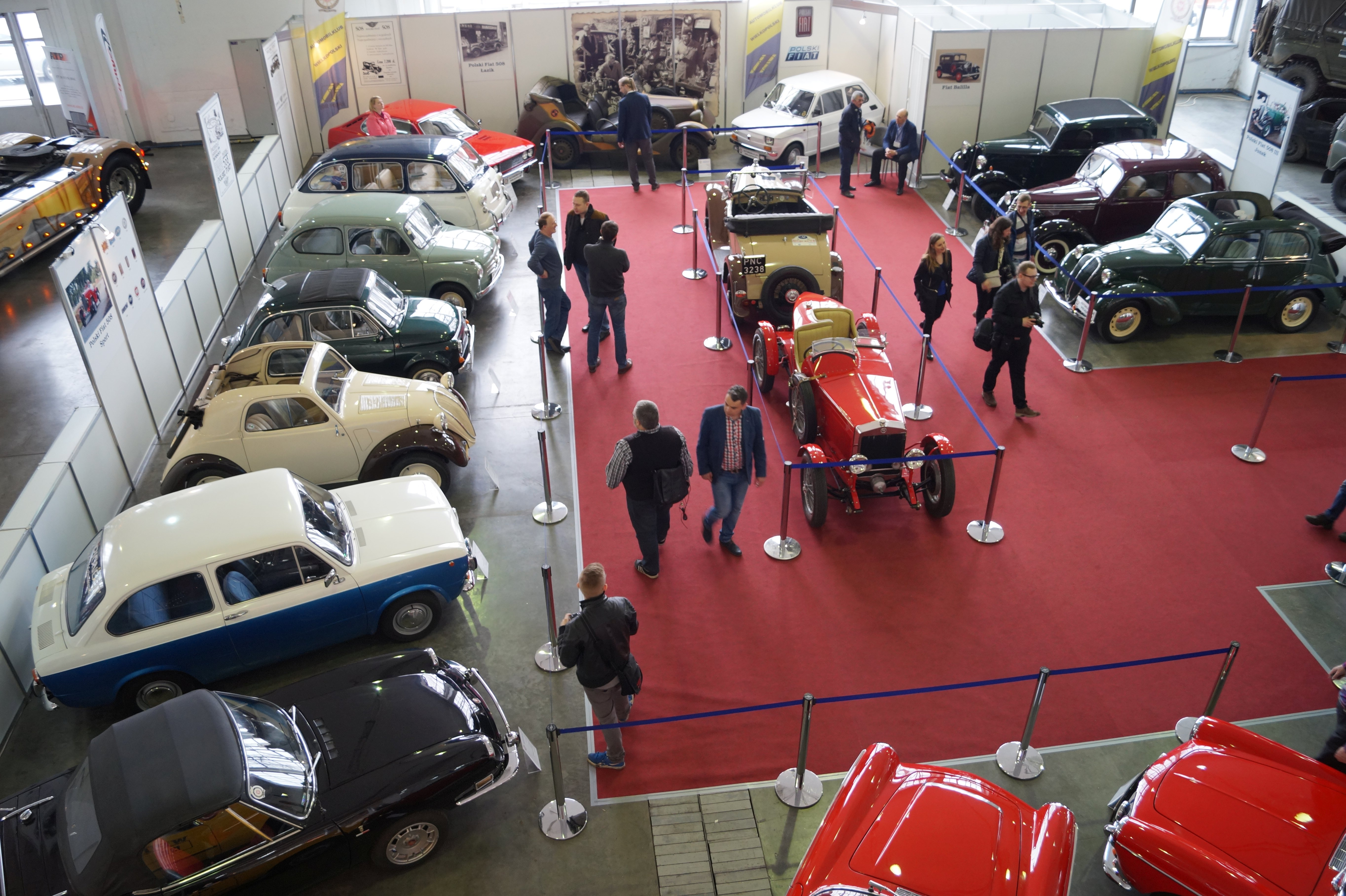
Stoisko świętujące 85 lat licencji Fiata w Polsce, marzec 2016

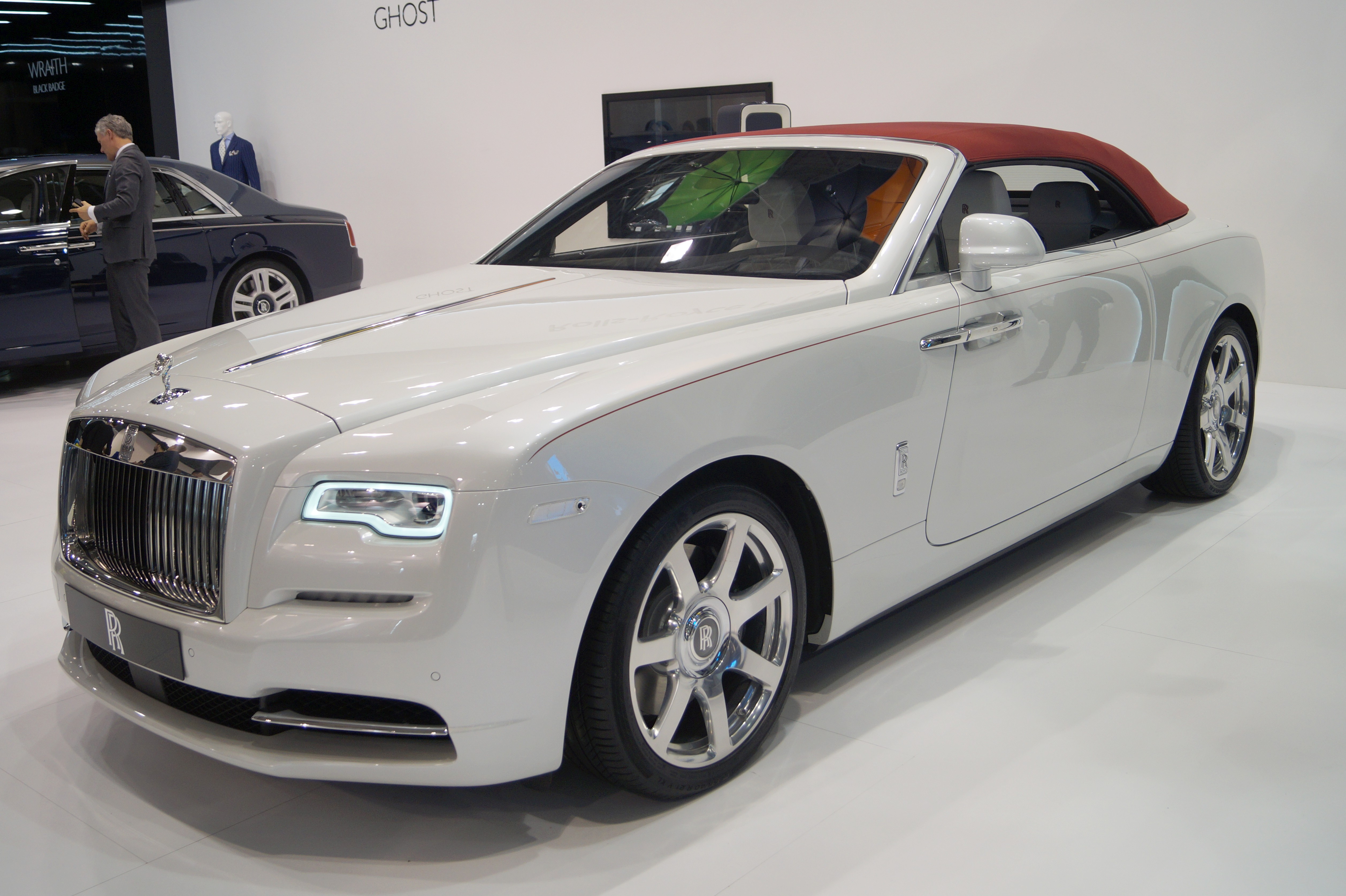
Rolls-Royce Dawn, marzec 2017

Poznań Motor Show – największa w Polsce impreza targowa branży motoryzacyjnej, organizowana co roku przez Międzynarodowe Targi Poznańskie.
W zależności od edycji, targom towarzyszą dodatkowe wystawy (np. salon motocyklowy, karawaningu, lotniczy), a także dodatkowe atrakcje, np. rodzinne miasteczko bezpieczeństwa, pokazy motocyklowe, pokazy aut zabytkowych, tory przeszkód czy wystawa pojazdów modyfikowanych.

## Historia

### XX wiek
Przed 1992 roku wystawa motoryzacyjna była częścią czerwcowych Międzynarodowy Targów Poznańskich. W 1992 roku po raz pierwszy zorganizowana została pierwsza edycja Międzynarodowych Targów Motoryzacji, podczas których zaprezentowane zostało m.in. BMW E36, Mazda 626 oraz Nissan Maxima. Rok później, podczas targów rozstrzygnięty został konkurs Auto'93 organizowany przez ogólnopolski tygodnik motoryzacyjny Motor wraz z Polską Agencją Motoryzacyjną i Auto Sukcesem. W 1994 roku po raz pierwszy zorganizowany został dzień prasowy - zamknięty dla publiczności, przeznaczony dla dziennikarzy motoryzacyjnych i zaproszonych przedstawicieli branży.

### Nowa nazwa
W 1999 roku rozstrzygnięty został konkurs na nową nazwę targów motoryzacyjnych. Zwyciężyła nazwa Poznań Motor Show. Podczas tych samych targów światową premierę miał autobus Solaris. Nazwę Poznań Motor Show po raz pierwszy użyto w 2000 roku. Na tej właśnie imprezie ustanowionych zostało kilka rekordów: zaprezentowano ponad 300 modeli samochodów, wielkość ekspozycji wyniosła 59 tys. metrów kwadratowych, a liczba zwiedzających przekroczyła 117 tysięcy. W roku 2001 targi odwiedziło około 100 tysięcy gości. W 2003 roku odbyła się ostatnia przed kilkuletnią przerwą edycja Motor Show. W maju między 2006 a 2009 rokiem organizowane były Poznańskie Spotkania Motoryzacyjne przeznaczone dla osób z branży, a także odwiedzających.

### Reaktywacja
Targi Motoryzacyjne powróciły do targowego kalendarza w 2010 roku. Przy okazji powrotu targów, powrócono także do organizacji konkursu w którym dla uczestników targów do wygrania był pojazd osobowy. W 2016 roku, po raz pierwszy w historii Poznań Motor Show, miała miejsce europejska premiera najnowszej generacji modelu Hyundai Elantra. Dwa lata później, w 2018 roku, w Poznaniu po raz kolejny odbyła się europejska premiera kolejnego nowego samochodu - targi wybrano na prezentację trzeciej generacji Volkswagena Touarega.

### Dwuletnia przerwa
3 marca 2020 zarząd Grupy MTP poinformował, że pierwotnie zaplanowana na dni 26-29 marca kolejna edycja Poznań Motor Show została przesunięta na późniejszy termin, 18-21 czerwca, z powodu systematycznie pogarszającej się sytuacji w związku z wybuchem pandemii COVID-19. Jej dalszy przebieg skłonił organizatorów do podjęcia z końcem kwietnia 2020 decyzji o całkowitym odwołaniu edycji targów na tamten rok.
Ponowne pogorszenie się sytuacji epidemicznej wiosną 2021 roku w Polsce uczyniło niemożliwym zorganizowanie także i kolejnej edycji Poznań Motor Show, w kwietniu informując o odwołaniu wystawy pierwotnie mającej się odbyć w dniach 18-20 czerwca 2021. Ponowną próbę zorganizowania Poznań Motor Show Grupa MTP określiła na kwiecień 2022, tym razem z powodzeniem po 3-letniej przerwie.

### Edycje po wznowieniu w 2010
| Edycja targów          | Data                                | Liczba zwiedzających   |
| ---------------------- | ----------------------------------- | ---------------------- |
| Poznań Motor Show 2011 | 18-20 marca 2011                    | 46 500                 |
| Poznań Motor Show 2012 | 13-15 kwietnia 2012                 | 60 000                 |
| Poznań Motor Show 2013 | 4-7 kwietnia 2013                   | 86 000                 |
| Poznań Motor Show 2014 | 27-30 marca 2014                    | 96 013                 |
| Poznań Motor Show 2015 | 9-12 kwietnia 2015                  | 113 000                |
| Poznań Motor Show 2016 | 31 marca-3 kwietnia 2016            | 133 108                |
| Poznań Motor Show 2017 | 6-9 kwietnia 2017                   | 135 023                |
| Poznań Motor Show 2018 | 5-8 kwietnia 2018                   | 151 437                |
| Poznań Motor Show 2019 | 28-31 marca 2019                    | 146 718                |
| Poznań Motor Show 2020 | 26-29 marca 2020 18-21 czerwca 2020 | odwołane               |
| Poznań Motor Show 2021 | 18-20 czerwca 2021                  | odwołane               |
| Poznań Motor Show 2022 | 7-10 kwietnia 2022                  | 57 000                 |
| Poznań Motor Show 2023 | 30 marca-2 kwietnia 2023            | 96 103                 |
| Poznań Motor Show 2024 | 4-7 kwietnia 2024                   | 94 089                 |
| Poznań Motor Show 2025 | 24-27 kwietnia 2025                 | wydarzenie zaplanowane |